# Juan Manuel Mancilla Sánchez
Juan Manuel Mancilla Sánchez (ur. 27 stycznia 1950 w Santo Domingo) – meksykański duchowny katolicki, biskup diecezji Texcoco od 2009.

## Życiorys
Ukończył studia w seminarium archidiecezji San Luis Potosí. Uzyskał licencjat z Pisma Świętego na Papieskim Instytucie Biblijnym w Rzymie oraz na Francuskiej Szkole Biblijnej i Archeologicznej w Jerozolimie.
Święcenia kapłańskie przyjął 1 lipca 1974 i został inkardynowany do archidiecezji San Luis Potosí. Był m.in. profesorem Pisma Świętego i rektorem miejscowego seminarium, honorowym kanonikiem katedry, dyrektorem diecezjalnego sekretariatu ds. rodziny, członkiem Rady
Kapłańskiej oraz kanclerzem miejscowej kurii.

### Episkopat
23 maja 2001 został mianowany przez papieża Jana Pawła II biskupem pomocniczym diecezji Texcoco ze stolicą tytularną Reperi. Sakry biskupiej udzielił mu 24 czerwca tegoż roku abp Arturo Antonio Szymanski Ramírez.
8 listopada 2005 Benedykt XVI mianował go biskupem diecezji Ciudad Obregón. Ingres odbył się 12 stycznia 2006.
18 czerwca 2009 został prekonizowany biskupem diecezjalnym Texcoco. Rządy w diecezji objął 12 sierpnia.